# 三角镇 (重庆市)
三角镇，是中华人民共和国重庆市綦江区下辖的一个乡镇级行政单位。

## 行政区划
三角镇下辖以下地区：
三角社区、乐兴社区、杜家村、永安村、徐家村、龙门村、乐生坪村、红岩村、望石村、桐垭村、彭香村、佛子寺村、塘垭村、柏香村、石盘村、石栏村、乐兴村、大湾村、中坝村、后坝村和东岳村。